# Velké Sundy

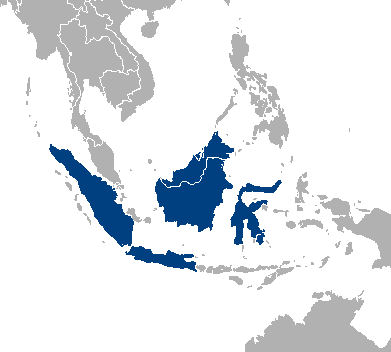
Poloha Velkých Sund

Velké Sundy jsou skupina ostrovů v Malajském souostroví. Zahrnují ostrovy (od západu na východ): Sumatra, Jáva, Borneo (Kalimantan), Celebes (Sulawesi) a přilehlé menší ostrovy. Administrativně je rozdělena mezi Brunej, Indonésii a Malajsii.
Spolu s Malými Sundami tvoří Sundské ostrovy.